# رياض بن شادي
رياض بن شادي لاعب كرة قدم جزائري ويلعب حاليا لنادي وفاق سطيف. ولد يوم 9 يوليو 1981.